# Contea di Woodbury
La contea di Woodbury (in inglese Woodbury County) è una contea dello Stato dell'Iowa, negli Stati Uniti. La popolazione al censimento del 2000 era di 103 877 abitanti. Il capoluogo di contea è Sioux City.